# Jörgen Sundqvist (Eishockeyspieler)
Jörgen Sundqvist (* 24. September 1982 in Härnösand) ist ein schwedischer Eishockeyspieler, der zuletzt bei Brynäs IF in der Elitserien unter Vertrag stand.

## Karriere
Jörgen Sundqvist begann seine Karriere als Eishockeyspieler im Nachwuchsbereich von Leksands IF, für dessen Profimannschaft er in der Saison 1999/2000 sein Debüt in der Elitserien gab, wobei er in zwei Spielen punktlos blieb und zwei Strafminuten erhielt. Nach dem Abstieg in der folgenden Spielzeit gelang dem Verteidiger mit seinem Team in der Saison 2001/02 der sofortige Wiederaufstieg in die höchste schwedische Spielklasse. Nachdem er auch die Saison 2002/03 bei Leksands begonnen hatte, wechselte er im Laufe des Jahres zu IFK Arboga in die zweitklassige HockeyAllsvenskan.
Im Sommer 2003 wurde Sundqvist vom Zweitligisten Skellefteå AIK verpflichtet, für den er zwei Jahre lang auf dem Eis stand, ehe er zur Saison 2005/06 bei Brynäs IF aus der Elitserien unterschrieb, für das er seither regelmäßig spielt.

### International
Für Schweden nahm Sundqvist an der U18-Junioren-Weltmeisterschaft 2000 sowie der U20-Junioren-Weltmeisterschaft 2002 teil.

## Erfolge und Auszeichnungen
- 2000 Bronzemedaille bei der U18-Junioren-Weltmeisterschaft
- 2002 Aufstieg in die Elitserien mit Leksands IF
- 2012 Schwedischer Meister mit Brynäs IF

## Elitserien-Statistik
(Stand: Ende der Saison 2010/11)